# Broken Element
Broken Element (bürgerlich: Joel Thienelt; * 17. März 1993) ist ein deutscher Hardstyle-DJ und Produzent aus Paderborn. Er legt regelmäßig auf großen Festivals wie Parookaville, Defqon.1, New Horizons und weiteren internationalen Hardstyle-Events auf. Er steht bei Scantraxx unter Vertrag.   

## Werdegang
Thienelt begann 2010 Musik zu produzieren. Seit 2015 steht er bei Scantraxx, dem Label von The Prophet, unter Vertrag. Seine erste Veröffentlichung auf dessen Sublabel X-Bone mit dem Titel My Heart weist knapp 900.000 Aufrufe auf Spotify auf. Die nächsten drei Produktionen erreichten ebenfalls Platzierungen in den Beatport-Charts im Bereich Hard Dance. 2016 hatte er unter dem Alias Airtunes seine ersten Auftritte als DJ im Kölner Club Bootshaus. Ein Jahr später entstand die Kollaboration Gods zusammen mit Sound Rush auf Headhunterz Label Hard with Style. Das Lied wurde von Brennan Heart und DJ Isaac in ihren Radioshows aufgeführt, war Bestandteil der Livesets von Sound Rush bei u. a. Tomorrowland und konnte #12 der Beatport Hard Dance Charts erreichen. Im selben Jahr spielte er erstmals auf größeren Festivals wie Defqon.1 und Tante Mia tanzt sowie ein Event in der Heineken Music Hall in Amsterdam. Der Track Shaman markiert die letzte Veröffentlichung unter dem Namen Airtunes. Dieser erhielt Unterstützung von u. a. Sephyx und war Teil der Q-Dance Top 40 im März 2018.
Seit 2018 tritt er unter dem Pseudonym Broken Element auf, darunter bei den Festivals Parookaville, New Horizons und Mayday sowie regelmäßig bei Veranstaltungen von Musical Madness. Die Lieder Evolve und How It's Done waren Teil der Toxicator Kompilationen, wo Broken Element ebenfalls Auftritte hatte.

## Diskografie

### Airtunes
- 2010: Apace [Be Yourself]
- 2014: Time to Wake Up
- 2015: Imperfection
- 2015: Honor
- 2015: My Heart [X-Bone]
- 2015: Eternal [X-Bone]
- 2015: Legacy [X-Bone]
- 2015: Torn Apart [X-Bone]
- 2016: Vampires [Scantraxx]
- 2016: Powers [Scantraxx]
- 2017: Gods mit Sound Rush [Hard with Style]
- 2017: God Of Light [Scantraxx]
- 2017: Wildfire [Scantraxx]
- 2017: Riddle [Scantraxx]
- 2018: Shaman [Scantraxx]

### Broken Element
- 2018: Hollow [Scantraxx]
- 2018: Evolve [Scantraxx]
- 2019: Dreamers [Scantraxx]
- 2019: Through Our Veins [Scantraxx]
- 2019: Rebels Till The End [Scantraxx]
- 2019: How It's Done [Scantraxx]
- 2020: Lights Out [Dirty Workz]
- 2020: Supernova [Scantraxx]
- 2021: Hollow (2021 Edit) [Scantraxx]
- 2022: Music Is My Ecstasy [Scantraxx]
- 2022: Frontline [Q-Dance]

### Remixe
- Le Shuuk – Heartbeat [BigCity Beats]
- Broken Element – Hollow (2021 Edit)